# دولت موقت سلطان‌علی وزیر افخم
دولت موقت سلطان‌علی وزیر افخم نام سومین دولت مشروطه و نخستین کابینه قانونی بود که توسط مجلس شورای ملی تأیید صلاحیت شد. این دولت پس از یک سلسله کشاکش‌ها در تاریخ ۲۹ اسفند ۱۲۸۵ (۶ صفر ۱۳۲۴) ایجاد و به مجلس معرفی شد. سلطانعلی وزیر افخم عنوان وزیر داخله را در این کابینه را داشت و به‌طور رسمی عنوان ریاست وزرایی نداشت اما عملاً آن را انجام می‌داد. این دولت تنها ۴۰ روز دوام آورد و در ۸ اردیبهشت ۱۲۸۶ (۱۶ ربیع‌الاول ۱۳۲۴) با رأی مجلس سقوط کرد.

## تشکیل دولت
سلطانعلی خان وزیر افخم پیش از نخست‌وزیری در دولت مشیرالدوله سمت وزیر داخله را داشت و از وزرای باتجربه قاجاریه بود. پس از ابراز تمایل مجلس و محمدعلی شاه به ریاست وزرایی میرزا علی اصغر اتابک، صدراعظم باسابقه قاجار که در اروپا بود، قرار شد سلطان علی خان تا آمدن اتابک مأمور تشکیل و اداره کابینه شود. او کابینه خود را، بدون داشتن عنوان نخست‌وزیر، در ۲۹ اسفند ۱۲۸۵ به مجلس معرفی کرد.
او پس از معرفی کابینه خود اظهار کرد: غرض این بود که هیئت وزرا و کابینه تغییر کرده بود معرفی ایشان در مجلس بشود و همه ملت امروزه بدانند که دولت و ملت یکی است و باید دست به دست یکدیگر داده و کار بکنند تا مملکت معمور و آباد گردد.
مهم‌ترین کاری که دولت وزیر افخم کرد، فهرست و سازمان هر یک از هشت وزارتخانه‌ها را به اطلاع مجلس رساندن، در پنجاه و چهارمین جلسه مجلس شورای ملی، بود. عمر این کابینه بیشتر کفاف نداد و با رسیدن میرزا علی اصغر اتابک به تهران، با رای مجلس سقوط کرد.
کابینه وزیرافخم را به این علت کابینه قانونی می‌خوانند که دولت پیشین، دولت میرزا نصرالله خان مشیرالدوله، زیر بار تصمیمات مجلس نمی‌رفت و کابینه خود را مسئول مجلس و ملت نمی‌دانست. اما چون کابینه وزیر افخم چون حکم کابینه موقت را داشت، میرزا علی اصغر اتابک را نخستین کابینه مشروطه می‌خوانند.

## هیئت دولت
| مقام             | نام                          | آغاز تصدی        | پایان تصدی      |                |                |                |                |                |                |
| دفتر نخست‌وزیری   | دفتر نخست‌وزیری               | دفتر نخست‌وزیری   | دفتر نخست‌وزیری  | دفتر نخست‌وزیری | دفتر نخست‌وزیری | دفتر نخست‌وزیری | دفتر نخست‌وزیری | دفتر نخست‌وزیری | دفتر نخست‌وزیری |
| ---------------- | ---------------------------- | ---------------- | --------------- | -------------- | -------------- | -------------- | -------------- | -------------- | -------------- |
| نخست‌وزیر         | سلطانعلی وزیر افخم           | ۲۵ اسفند ۱۲۸۵    | ۸ اردیبهشت ۱۲۸۶ |                |                |                |                |                |                |
| وزیران           |                              |                  |                 |                |                |                |                |                |                |
| وزارت معارف      | مخبرالسلطنه                  | ۲۹ اسفند ۱۲۸۵    | ۸ اردیبهشت ۱۲۸۶ |                |                |                |                |                |                |
| وزارت مالیه      | ابوالقاسم ناصرالملک          | ۲۹ اسفند ۱۲۸۵    | ۸ اردیبهشت ۱۲۸۶ |                |                |                |                |                |                |
| وزارت فواید عامه | نظام‌الدین مهندس‌الممالک غفاری | ۲۹ اسفند ۱۲۸۵    | ۸ اردیبهشت ۱۲۸۶ |                |                |                |                |                |                |
| وزیر امور خارجه  | محمدعلی علاءالسلطنه          | ۲۹ اسفند ۱۲۸۵    | ۸ اردیبهشت ۱۲۸۶ |                |                |                |                |                |                |
| وزارت تجارت      | نظام‌الدین مهندس‌الممالک غفاری | ۲۹ اسفند ۱۲۸۵    | ۸ اردیبهشت ۱۲۸۶ |                |                |                |                |                |                |
| وزارت عدلیه      | عبدالحسین فرمانفرما          | ۲۹ اسفند ۱۲۸۵    | ۸ اردیبهشت ۱۲۸۶ |                |                |                |                |                |                |
| وزارت داخله      | سلطانعلی وزیر افخم           | ۲۹ اردیبهشت ۱۲۸۵ | ۸ اردیبهشت ۱۲۸۶ |                |                |                |                |                |                |
| وزارت جنگ        | کامران میرزا نایب السلطنه    | ۲۹ اسفند ۱۲۸۵    | ۸ اردیبهشت ۱۲۸۶ |                |                |                |                |                |                |